# El Raval (Santa Coloma de Gramenet)
El Raval, és una barri del municipi de Santa Coloma de Gramenet, construït sobre els vessant nord i est de la serra d'en Mena. Està situat al districte V, entre els barris de Safaretjos, Santa Rosa, Llefià (Badalona) i Bon Pastor (Barcelona).
Un dels primers poblaments del barri fou la masia de Can Peixauet, citada ja el segle xii. La zona es mantingué eminenment agrícola durant molts segles. L'any 1854 el barri comença a pendre forma i amb l'onada migratòria dels anys 50 del segles XX s'acaba d'urbanitzar de forma anàrquica i sense planificació.
El barri conté molts equipaments, com l'Hospital de l'Esperit Sant, el més important de la ciutat, el pavelló d'esports del Raval, dos centres cívics i la biblioteca de Can Peixauet; a més de les zones verdes del parc del Molinet, el parc dels Pins i el parc fluvial del Besòs. Des de l'any 2011 el barri està comunicat per metro a través de l'estació de Can Peixauet de la L9.